# Todor Kableszkow

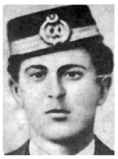
Todor Kableszkow

Todor Kableszkow, bułg. Тодор Каблешков (ur. 1 stycznia 1851 w Kopriwszticy, zm. 16 czerwca 1876 w Gabrowie) – bułgarski powstaniec, jeden z przywódców powstania kwietniowego w 1876 roku.
Urodził się w zamożnej rodzinie w Kopriwszticy. W latach 1864–1867 uczył się w rodzinnym mieście oraz w Płowdiwie. W 1867 roku założył w Kopriwszticy szkolne towarzystwo edukacyjne "Zora". Następnie wyjechał do Stambułu, by kontynuować naukę w sławnym Gimnazjum Galatasaray. Z powodu choroby w 1871 r. przerwał edukację i powrócił do Kopriwszticy. Od 1873 r. pracował w Adrianopolu jako telegrafista, a potem jako naczelnik stacji kolejowej we wsi Beliowo (obecnie miasto Bełowo w obwodzie Pazardżik). W tym też okresie zaangażował się w działalność edukacyjną i polityczną.

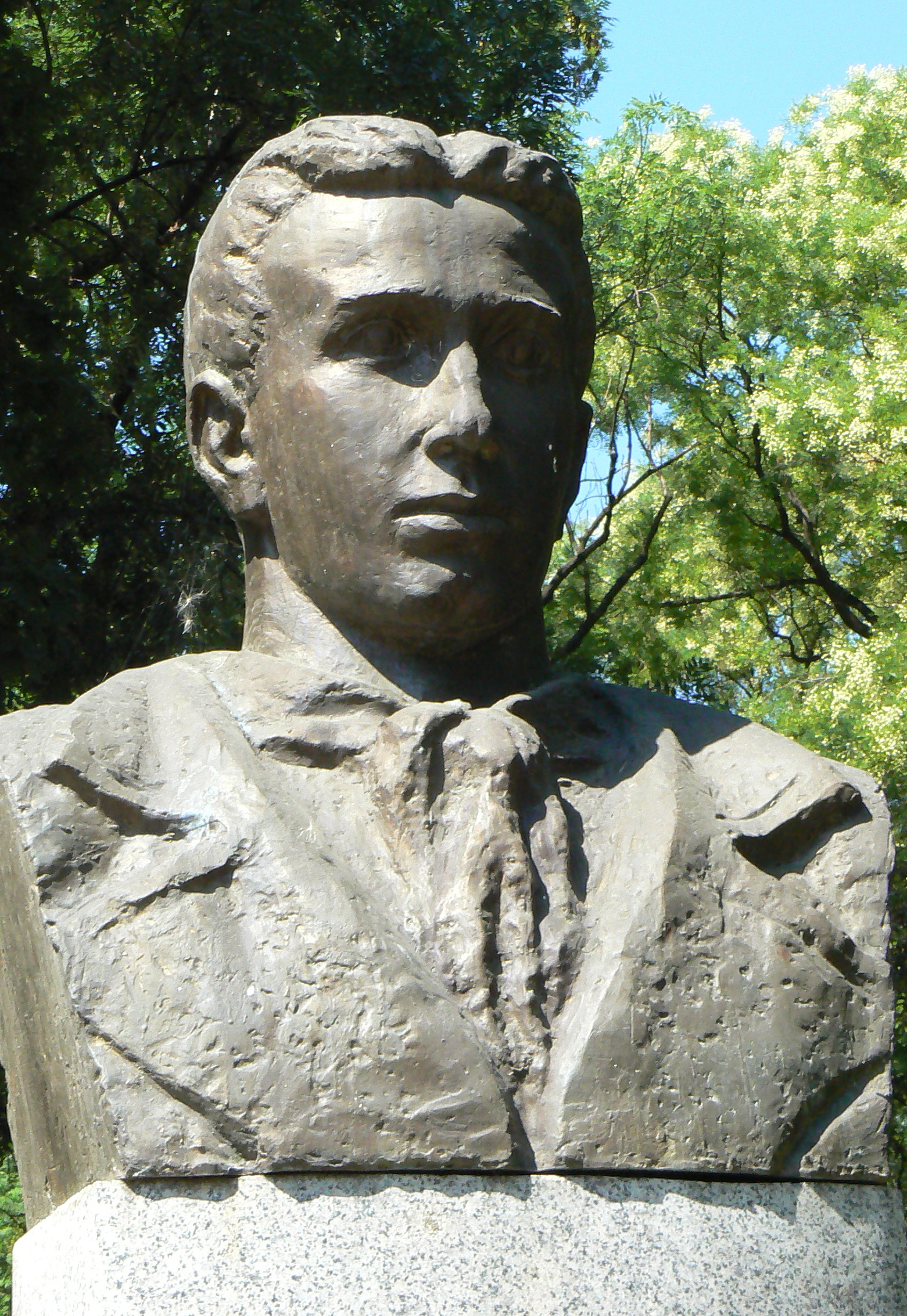
Popiersie Todora Kableszkowa w parku "Borysowa Gradina" w Sofii

Na początku 1876 r. powrócił do Kopriwszticy i poświęcił się pracy na rzecz wybuchu powstania narodowego przeciwko zaborowi tureckiemu. Spiskowcy przydzielili mu funkcję przewodniczącego komitetu powstańczego w Kopriwszticy; oprócz tego Kableszkow agitował także w panagjurskim okręgu powstańczym. 20 kwietnia 1876 r. zainicjował wybuch powstania kwietniowego w Kopriwszticy zbrojnie przeciwstawiając się próbie pojmania go przez turecką żandarmerię, która wpadła na trop spisku, i wysyłając do okręgu w Panagjuriszte tzw. Krwawy List, w którym wezwał tamtejszych konspiratorów do podjęcia walki zbrojnej. Po wybuchu powstania kierował sztabem wojskowym w Kopriwszticy, a także dowodził, wraz z Panajotem Wołowem, lokalnym oddziałem powstańczym (tzw. czetą). Po stłumieniu walk przez wojska osmańskie, wraz z grupą niedobitków schronił się w górach Stara Płanina. Turcy schwytali go w Trojanie, a następnie przetrzymywali i torturowali w więzieniach w Łoweczu i w Wielkim Tyrnowie. Po przewiezieniu go na posterunek żandarmerii w Gabrowie Kableszkow popełnił samobójstwo.
Dom rodzinny Kableszkowa w Kopriwszticy został odrestaurowany i jest obecnie jednym z domów-muzeów.